# Coningsby
Coningsby är en ort och civil parish i Storbritannien.   Den ligger i grevskapet Lincolnshire och riksdelen England, i den sydöstra delen av landet, 180 km norr om huvudstaden London. Coningsby ligger 10 meter över havet och antalet invånare är 4 388.
Terrängen runt Coningsby är platt. Runt Coningsby är det ganska tätbefolkat, med 78 invånare per kvadratkilometer. Närmaste större samhälle är Boston, 17,5 km sydost om Coningsby. Trakten runt Coningsby består till största delen av jordbruksmark.